# Hydractinia rugosa
Hydractinia rugosa is een hydroïdpoliep uit de familie Hydractiniidae. De poliep komt uit het geslacht Hydractinia. Hydractinia rugosa werd in 1938 voor het eerst wetenschappelijk beschreven door Fraser. 